# Acino (Einheit)
Acino oder Grano, auch mit Aß bezeichnet, war eine Masseneinheit für Gold  und Silber. Das Münzgewicht war im Königreich beider Sizilien gültig.
- 1 Acino = 1/7200 Libbra (neapolitan.) = 0,0445 Gramm[1]
- 600 Acino = 1 Once (neapolitan.)